# Saint-Pierre-de-Lamps
Saint-Pierre-de-Lamps ist eine Ortschaft und eine Commune déléguée in der französischen Gemeinde Levroux mit 54 Einwohnern (Stand: 1. Januar 2018) im Département Indre in der Region Centre-Val de Loire. Sie war Teil des Arrondissements Châteauroux und des Kantons Levroux.
Die Gemeinde Saint-Pierre-de-Lamps wurde am 1. Januar 2019 in die Commune nouvelle Levroux integriert. Sie hat dort seither den Status einer Commune déléguée.

## Geographie
Saint-Pierre-de-Lamps liegt etwa 21 Kilometer nordwestlich von Châteauroux. Umgeben wird Saint-Pierre-de-Lamps von den Nachbargemeinden Levroux (mit Saint-Martin-de-Lamps) im Norden und Osten, Francillon im Südosten, Argy im Süden und Südwesten, Sougé im Westen sowie Frédille im Nordwesten.

## Bevölkerungsentwicklung
| Jahr                       | 1962 | 1968 | 1975 | 1982 | 1990 | 1999 | 2006 | 2013 | 2018 |
| Einwohner                  | 117  | 86   | 81   | 60   | 56   | 44   | 43   | 50   | 54   |
| Quellen: Cassini und INSEE |      |      |      |      |      |      |      |      |      |

## Sehenswürdigkeiten
- Schloss Saint-Pierre-de-Lamps